# Giustino (generale bizantino)
Giustino (fl. VI secolo) è stato un generale bizantino vissuto all'epoca di Giustiniano.

## Biografia
Nel 536-538 fu magister militum per Illyricum.
Nel 538 Giustino era uno dei comandanti minori giunti in Italia con il generale ed eunuco di corte Narsete per rinforzare l'esercito di Belisario in guerra contro gli Ostrogoti. Quando Narsete e Belisario cominciarono ad andare in disaccordo su come condurre la guerra, dividendo l'esercito in due fazioni opposte, Giustino si schierò dalla parte di Narsete, accompagnandolo nella sua campagna di conquista dell'Emilia, condotta senza l'autorizzazione di Belisario: nonostante avessero fallito nell'espugnazione di Cesena, Giustino e gli altri generali di Narsete riuscirono a occupare il resto dell'Emilia. Mentre erano in Emilia, Giustino ricevette la richiesta di aiuto da parte di Martino, che aveva ricevuto da Belisario la missione di liberare Milano dall'assedio goto; dato che però Martino aveva truppe insufficienti allo scopo, chiese rinforzi a Giustino, che tuttavia rifiutò di darglieli, se prima non avesse ricevuto l'esplicita autorizzazione di Narsete; Narsete diede alla fine l'autorizzazione, ma nel frattempo, a causa del tempo perso, Milano era già caduta in mano gota. Subito dopo, Narsete fu richiamato a Costantinopoli (539).
Nella primavera del 539 Giustino e Cipriano riuscirono a spingere Fesule, ritenuta inespugnabile, alla resa. Nel 542 Giustino era il comandante della guarnigione di Firenze, che venne assediata dal nuovo re goto Totila; non essendo riuscito a raccogliere in tempo sufficienti provviste per resistere a lungo, Giustino chiese aiuto ai comandanti a Ravenna, che intervennero in forze costringendo Totila a levare l'assedio; Giustino si unì allora ai generali intervenuti in suo soccorso per lanciarsi all'inseguimento del re goto, ma nella risultante battaglia del Mugello i Bizantini subirono una disfatta, in seguito alla quale Giustino si rifugiò a Firenze. In seguito alla rotta, i comandanti bizantini in Italia (tra cui, probabilmente, anche Giustino) chiesero urgentemente rinforzi a Giustiniano.
Dopo gli avvenimenti del 543, Giustino appare poche altre volte nella Guerra Gotica di Procopio; in III,13 Belisario, che era in partenza per Epidamnus, gli affidò la guarnigione di Ravenna (era il 545), dopodiché scompare dalle fonti fino al 552, quando accolse il generalissimo Narsete, a cui era stato dato il comando della guerra, a Ravenna.